# Synchlora sitellaria
Synchlora sitellaria är en fjärilsart som beskrevs av Achille Guenée 1858. Synchlora sitellaria ingår i släktet Synchlora och familjen mätare. Inga underarter finns listade i Catalogue of Life.